# مرجان تخته‌ای
مرجان تخته‌ای (نام علمی: Tabulata) نام یک راسته از زیررده شش‌مرجانیان است.